# Новы-Виснич
Новы-Виснич (пол. Nowy Wiśnicz) — город в Польше, входит в Малопольское воеводство, Бохнявский повят. Имеет статус городско-сельской гмины. Занимает площадь 5,05 км². Население 2724 человек (на 2004 год).

## Известные уроженцы и жители
- Бженковский, Ян  (1903-1983) — польский поэт, эссеист, прозаик.
- Трапола, Маттео  (?-1637) — знаменитый итальянский архитектор и художник, живший и творивший в г. Новы-Виснич.